# Norderö socken
Norderö socken ligger i Jämtland ingår sedan 1971 i Östersunds kommun och motsvarar från 2016 Norderö distrikt.
Socknens areal är 88,0 kvadratkilometer, varav 60,0 land. År 2000 fanns här 140 invånare. Sockenkyrkan Norderö kyrka ligger i socknen. 

## Administrativ historik
Norderö socken har medeltida ursprung. 
Vid kommunreformen 1862 överfördes ansvaret för de kyrkliga frågorna till Norderö församling och för de borgerliga frågorna till Norderö landskommun. Landskommunen inkorporerades 1952 i Hallens landskommun som 1971 delades mellan Åre kommun (huvuddelen) och Östersunds kommun (Norderö socken utom dess fastlandsdelar väster om Norderö). Församlingen uppgick 2014 i Frösö, Sunne och Norderö församling.
1 januari 2016 inrättades distriktet Norderö, med samma omfattning som församlingen hade 1999/2000.
Socknen har tillhört fögderier, tingslag och domsagor enligt vad som beskrivs i artikeln Jämtland. De indelta soldaterna tillhörde Jämtlands fältjägarregemente.

## Geografi
Norderö socken omfattar Norderön och Verkön i Storsjön samt delar av fastlandet i sydväst. Socknen är en del av Storsjöbygden, och har bördig odlingsbygd.

Det finns färjeförbindelse till Håkansta i Marby socken på västra sidan samt till Isön i Sunne socken på östsidan av sundet. 

### Geografisk avgränsning
Socknen har enbart vattengräns. I öster ligger Sunne socken och i sydväst ligger Marby socken. "Tresockenmötet" Norderö-Marby-Sunne ligger i Sannsundets nordligaste del en dryg kilometer söder om Norderöns sydspets. I nordväst ligger Hallens socken. "Tresockenmötet" Norderö-Marby-Hallen ligger cirka 1,5 km väster om Verköns västra udde. I norr ligger Frösö socken. "Tresockenmötet" Norderö-Hallen-Frösö ligger cirka 4 km rakt norrut från Verköns norra udde. "Tresockenmötet" Norderö-Frösö-Sunne ligger mitt i vattnet ungefär halvvägs mellan Nordeöns norra udde och Bynäset på Frösön.

## Fornlämningar
Inom Norderö socken har man anträffat och bevarat omkring 40 fornlämningar. Ett tjugotal gravhögar från järnåldern ligger på Norderön. Här finns även husgrunder och kokgropar. Vid Norderöns södra udde finns rester av kalkugnar och vid Lerviken sydväst om byn Böle finns en kalkugnsruin.

## Namnet
Namnet (1438 Nordrö) kommer från ön, och innehåller vanergudnamnet Njord.
Sockennamnet skrevs före 1940 även Norderöns socken.

## Befolkningsutveckling
| Befolkningsutvecklingen i Norderö socken 1750–1990                                                       | Befolkningsutvecklingen i Norderö socken 1750–1990 | Befolkningsutvecklingen i Norderö socken 1750–1990 | Befolkningsutvecklingen i Norderö socken 1750–1990 | Befolkningsutvecklingen i Norderö socken 1750–1990 |
| --- | -------------------------------------------------- | -------------------------------------------------- | -------------------------------------------------- | -------------------------------------------------- |
| |                                                    |                                                    |                                                    |                                                    |
| År |                                                    |                                                    | Folkmängd                                          |                                                    |
| 1750 | 1750                                               |                                                    | 168                                                |                                                    |
| 1760 | 1760                                               |                                                    | 153                                                |                                                    |
| 1769 | 1769                                               |                                                    | 185                                                |                                                    |
| 1780 | 1780                                               |                                                    | 196                                                |                                                    |
| 1800 | 1800                                               |                                                    | 222                                                |                                                    |
| 1810 | 1810                                               |                                                    | 237                                                |                                                    |
| 1820 | 1820                                               |                                                    | 238                                                |                                                    |
| 1830 | 1830                                               |                                                    | 241                                                |                                                    |
| 1840 | 1840                                               |                                                    | 269                                                |                                                    |
| 1850 | 1850                                               |                                                    | 288                                                |                                                    |
| 1860 | 1860                                               |                                                    | 281                                                |                                                    |
| 1870 | 1870                                               |                                                    | 273                                                |                                                    |
| 1880 | 1880                                               |                                                    | 286                                                |                                                    |
| 1890 | 1890                                               |                                                    | 258                                                |                                                    |
| 1900 | 1900                                               |                                                    | 282                                                |                                                    |
| 1910 | 1910                                               |                                                    | 302                                                |                                                    |
| 1920 | 1920                                               |                                                    | 353                                                |                                                    |
| 1930 | 1930                                               |                                                    | 313                                                |                                                    |
| 1940 | 1940                                               |                                                    | 283                                                |                                                    |
| 1950 | 1950                                               |                                                    | 276                                                |                                                    |
| 1960 | 1960                                               |                                                    | 271                                                |                                                    |
| 1970 | 1970                                               |                                                    | 198                                                |                                                    |
| 1980 | 1980                                               |                                                    | 116                                                |                                                    |
| 1990 | 1990                                               |                                                    | 128                                                |                                                    |
| Anm: Källor: Umeå universitet - Tabellverket 1749-1859, Demografiska databasen, CEDAR, Umeå universitet. |                                                    |                                                    |                                                    |                                                    |